# Ivishak

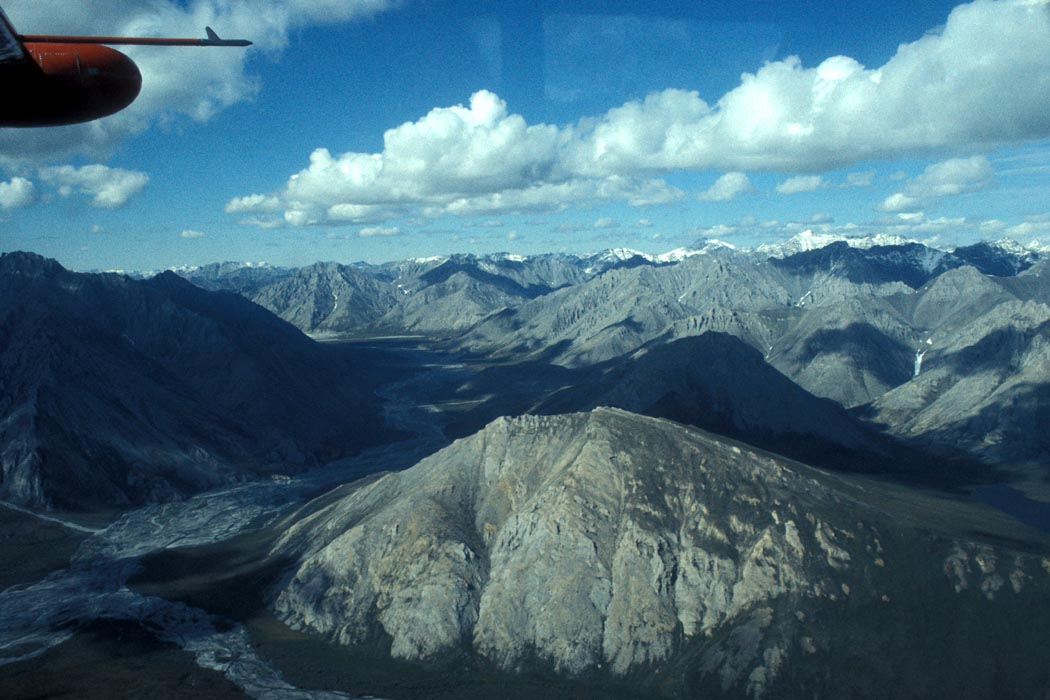
Ivishak River

La rivière Ivishak est une rivière d'Alaska aux États-Unis, dans la région Alaska North Slope, elle est longue de 153 km. Alimentée par les glaciers à sa source, la rivière coule en direction du nord, au travers des montagnes Philip Smith, au pied des collines du nord du Refuge faunique national Arctic. Elle rejoint ensuite la rivière Sagavanirktok au sud de Prudhoe Bay.
Le 2 décembre 1980, 129 kilomètres de la rivière ont été déclarés National Wild and Scenic River. Cette portion inclut toutes les sources, ainsi qu'un affluent provenant du lac Porcupine à l'intérieur de la frontière du Refuge faunique national Arctic.

## Affluent
- Echooka – 74 miles (119 km)